# 奥山ひよ
奥山 ひよ（おくやま ひよ、生年不詳 - 天正13年8月6日（1585年8月30日））は、戦国時代の女性。遠江国引佐郡井伊谷の領主・井伊直親の妻。井伊直政の母。

## 人物

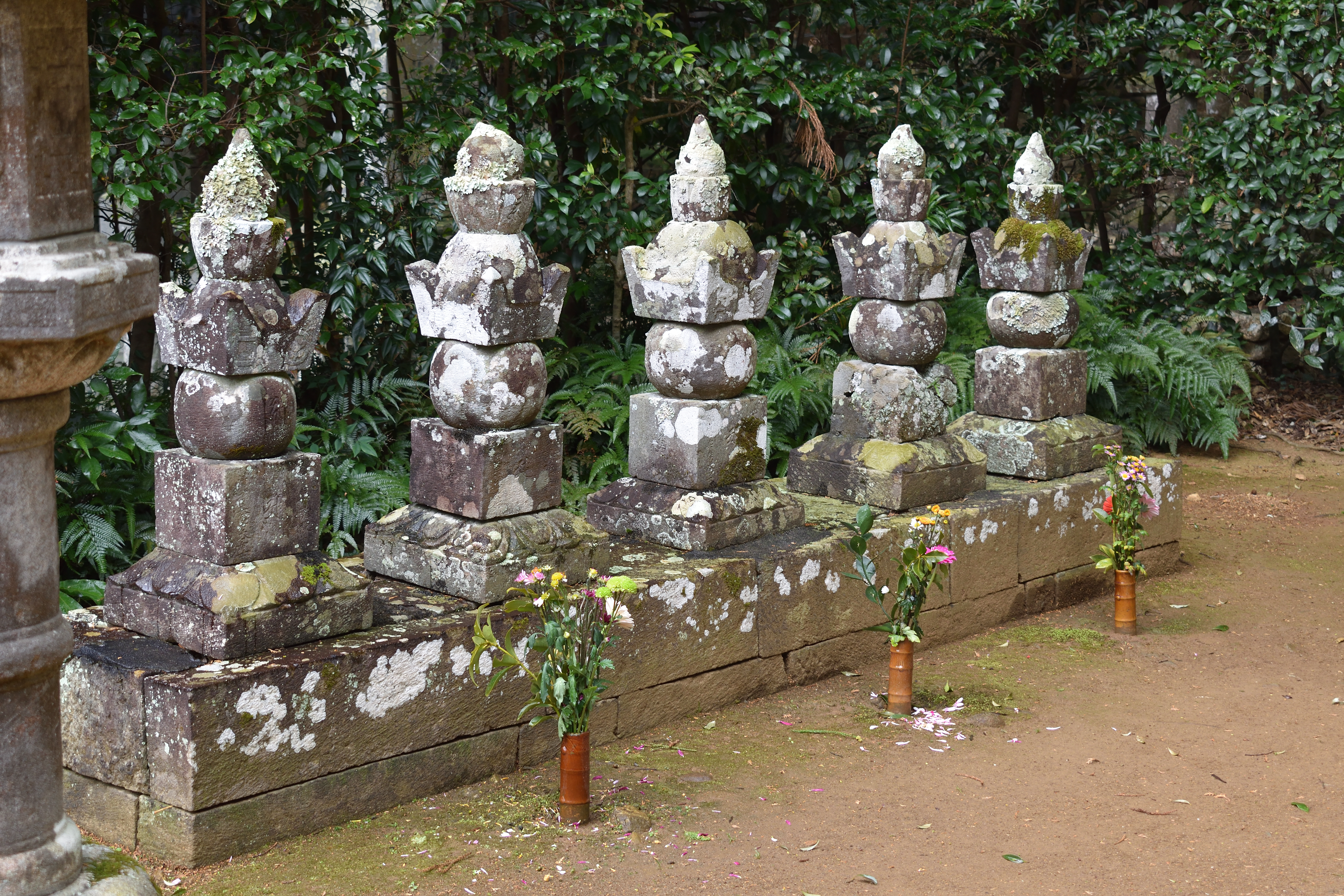
龍潭寺境内の井伊氏一族の墓。左から直政、ひよ、直親、直虎、祐椿尼。

井伊家の親類衆である奥山朝利の娘である。井伊直親との結婚後、祝田村に住む。永禄4年（1561年）に直政を生むが、翌永禄5年（1562年）に直親は朝比奈泰朝の襲撃を受けて殺害され、未亡人となる。その後、直政と共に新野家に身を寄せる。天正2年（1574年）頃、井伊直虎とその母祐椿尼の計らいにより、浜松の武士・松下清景（松下常慶の兄）と再婚する。
天正13年（1585年）8月6日、浜松で死去。戒名は永護院殿蘭庭宗徳大姉。菩提は龍潭寺で、墓は直親の隣にある。

## 登場する作品
- おんな城主 直虎（2017年、NHK大河ドラマ）演：貫地谷しほり、役名：しの
- どうする家康（2023年8月20日、NHK大河ドラマ）演：中島亜梨沙、役名：井伊ひよ